# لليجيانج (البلدة القديمة)
البلدة القديمة لليجيانج أو Lìjiāng Gǔ Chéng (بالصينية)، هي بلدة صغيرة مسجلة ضمن الثرات العالمي حسب اليونيسكو تقع في منطقة يونان بالصين.

## نبذة تاريخية

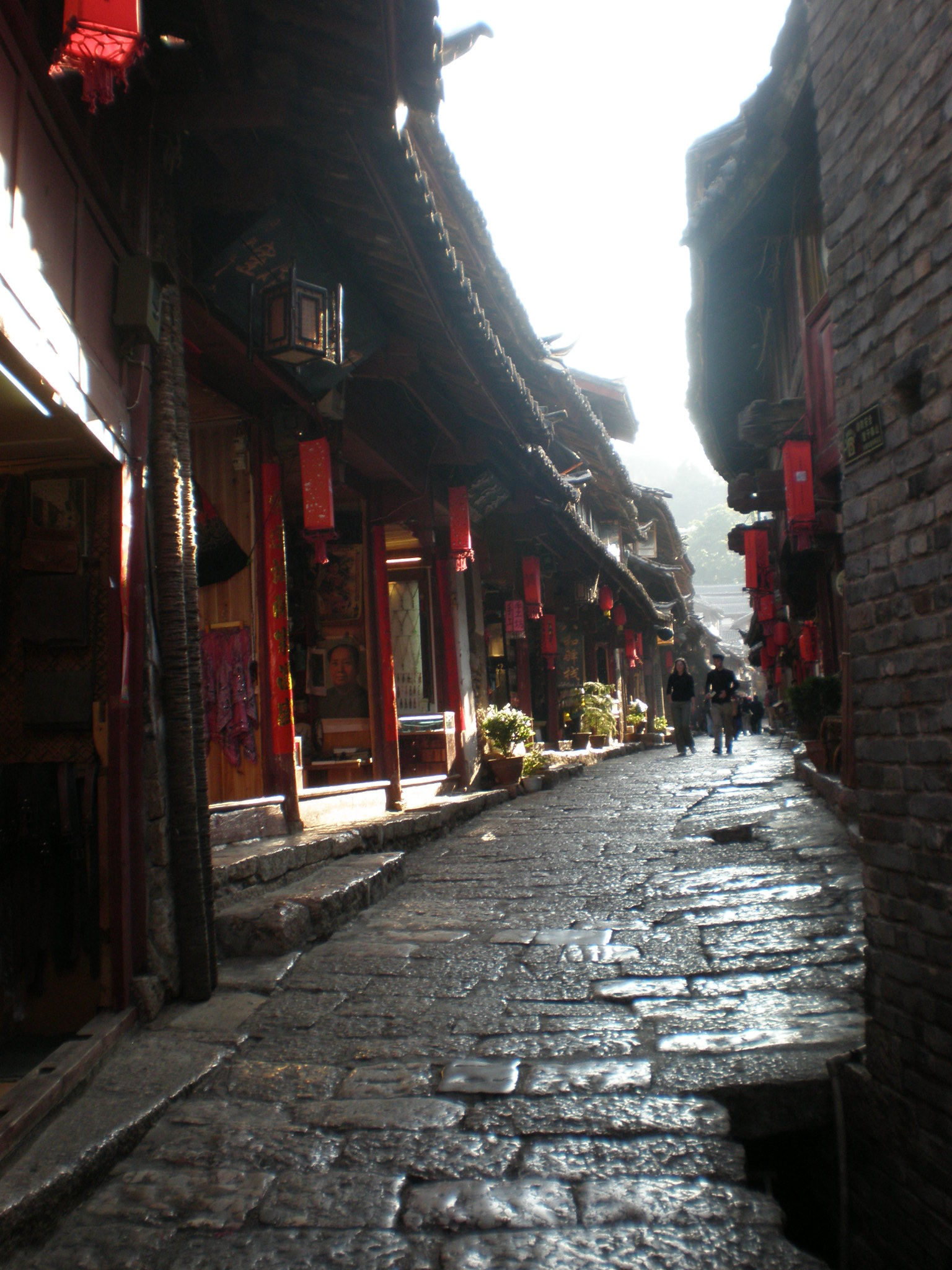
أحياء البلدة القديمة.

القرية لها تاريخ كبير يصل لـ 800 سنة، حيت كانت نقطة التقاء الطريق التجارية لتجار الشاي في ذلك الوقت، وتشتهر منذ القدم بممراتها المائية وجسورها، وتختلف عن غيرها من البلدات الصيينية، في مجال العمارة والتاريخ والثقافة التقليدية للسكان حيث كانت مكانا لإقامة شعب الناخي.
البلدة القديمة اختيرت في 4 ديسمبر 1997 كترات عالمي من طرف اليونيسكو ومنذ ذلك الحين، اتخدت الحكومة الصينية على عاتقها مسؤولية تطوير وحماية القرية القديمة، حيث أنها أصبحت مزدهرة بالسياح من مختلف سياح العالم، الشيء الذي يخيف السكان المحليين إذا ما بادرت الحكومة إلى تجديد القرية وتغيير شكلها التقليدي القديم.
و مؤخرا، بدأت الحكومة بالفعل في توسيع البلدة لكي تصلح لاستيعاب العدد الكبير من السياح الذين يملئون الشوارع (التي يمنع مرور السيارات فيها).

## معرض صور

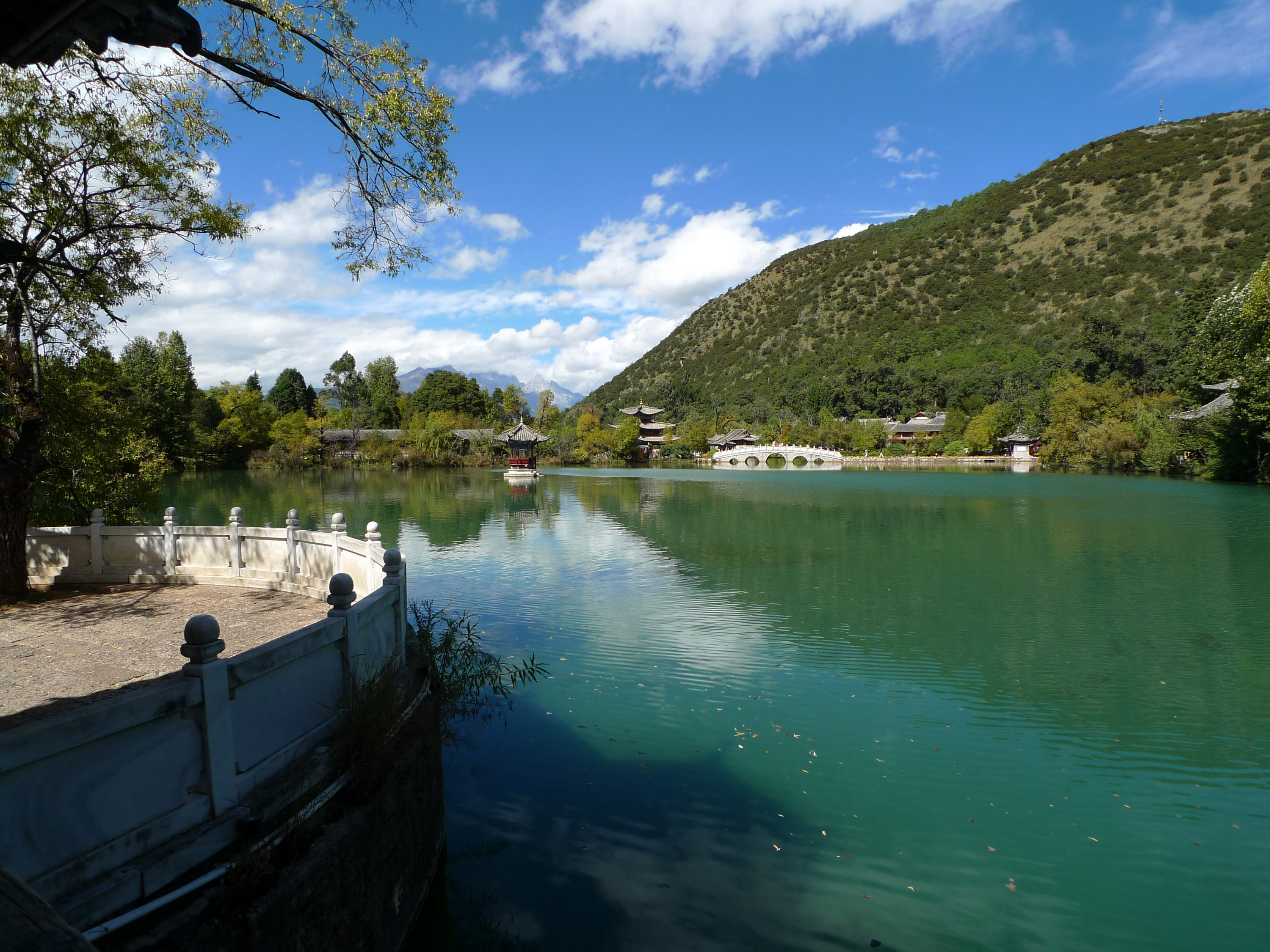
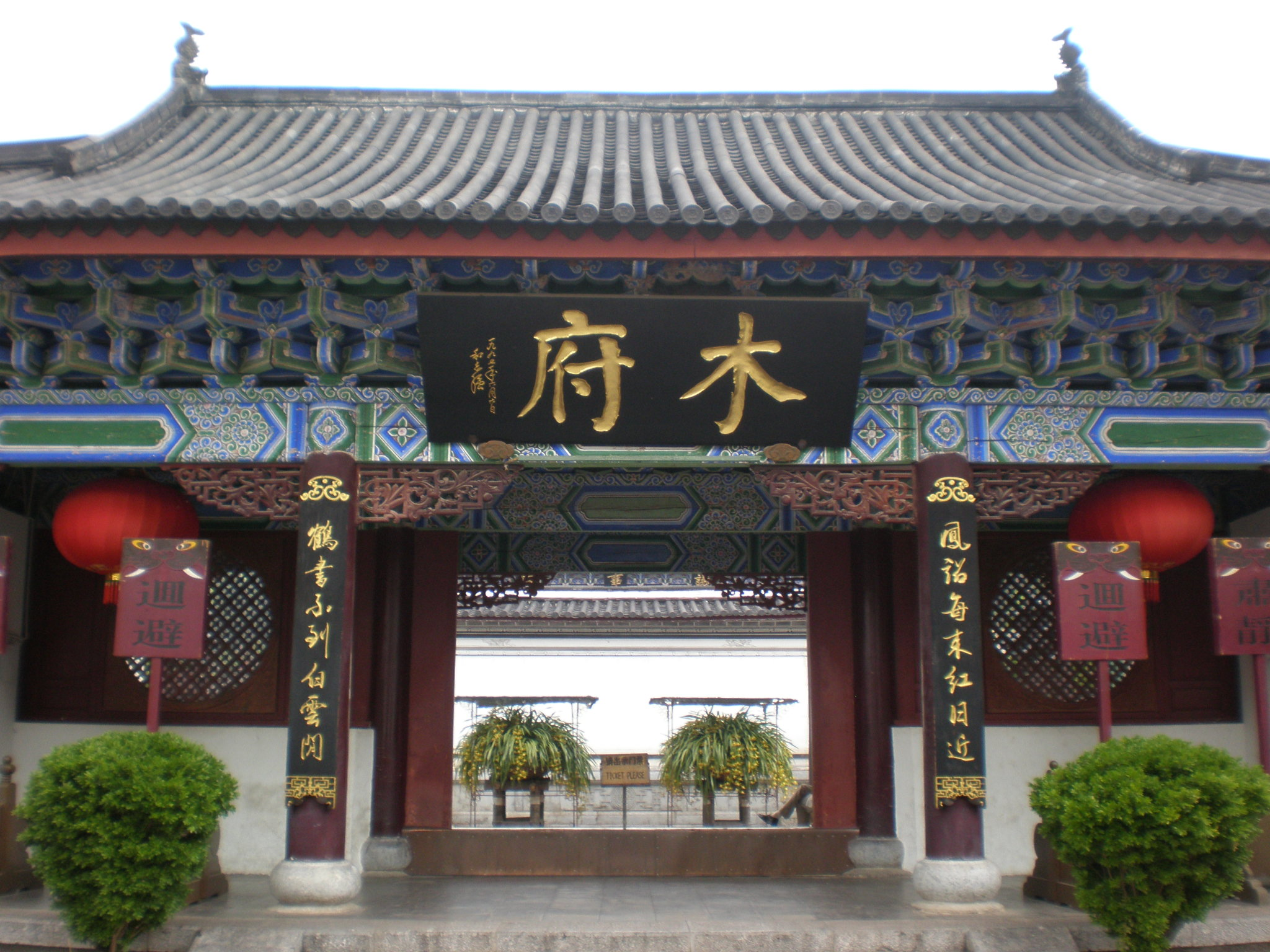
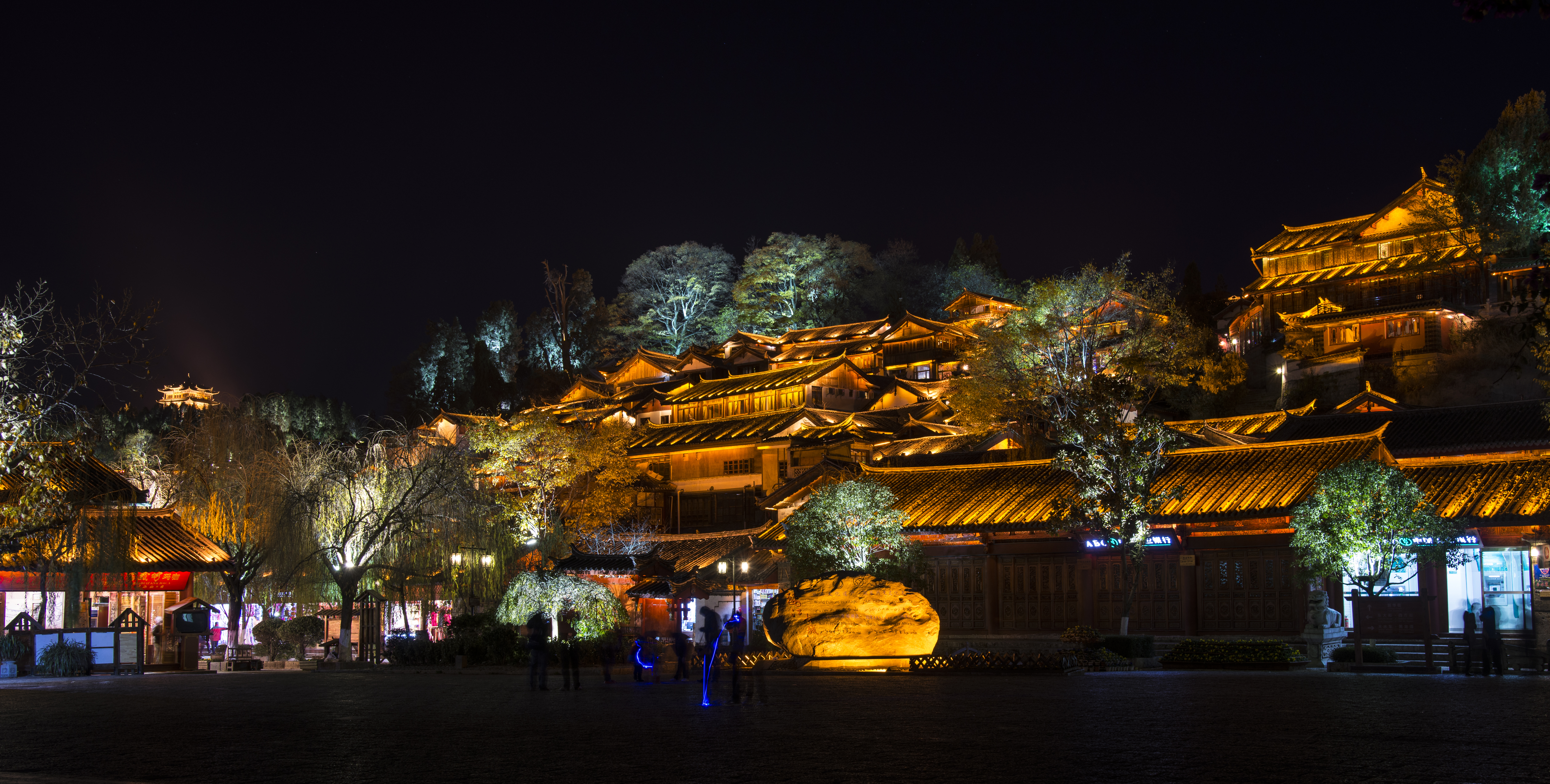